# هيرونيموس بوك
هيرونيموس بوك (بالألمانية: Hieronymus Bock)‏ (و. 1498 – 1554 م) هو عالم نبات، وكاهن، وعالم حشرات من الإمبراطورية الرومانية المقدسة .
توفي في هورنباخ ، عن عمر يناهز 56 عاماً.

## روابط خارجية
- هيرونيموس بوك على موقع الموسوعة البريطانية (الإنجليزية)
- هيرونيموس بوك على موقع إن إن دي بي (الإنجليزية)